# Wereldkampioenschappen schermen 1965
De 19de wereldkampioenschappen schermen werden gehouden in Parijs, Frankrijk van 1 tot 12 juli 1965. De organisatie lag in de handen van de FIE.

## Medailles

### Mannen
| Onderdeel   | Goud                                                                        | Goud        | Zilver                                                                                   | Zilver              | Brons                                                                               | Brons       |
| ----------- | --------------------------------------------------------------------------- | ----------- | ---------------------------------------------------------------------------------------- | ------------------- | ----------------------------------------------------------------------------------- | ----------- |
| Degen       |                                                                             |             |                                                                                          |                     |                                                                                     |             |
| Individueel | Zoltan Nemere                                                               | Hongarije   | Bill Hoskyns                                                                             | Verenigd Koninkrijk | Goeram Kostava                                                                      | Sovjet-Unie |
| Ploegen     | Jacques Guittet Yves Boissier Claude Bourquard Jacques Brodin Yves Dreyfus  | Frankrijk   | Nicholas Halsted Bill Hoskyns Peter Jacobs Allan Jay John Pelling                        | Verenigd Koninkrijk | Akeksej Nikantsjikov Vladimir Donyin Goeram Kostava Bruno Khabarov Grigori Kriss    | Sovjet-Unie |
| Floret      |                                                                             |             |                                                                                          |                     |                                                                                     |             |
| Individueel | Jean-Claude Magnan                                                          | Frankrijk   | Daniel Revenu                                                                            | Frankrijk           | German Svesjnikov                                                                   | Sovjet-Unie |
| Ploegen     | Mark Midler Joeri Sissikin Joeri Roedov Viktor Poetjatin German Svesjnikov  | Sovjet-Unie | Witold Woyda Egon Franke Adam Lisewski Janusz Różycki Zbigniew Skrudlik                  | Polen               | Jean-Claude Magnan Jacky Courtillat Daniel Revenu Pierre Rodocanachi Christian Noël | Frankrijk   |
| Sabel       |                                                                             |             |                                                                                          |                     |                                                                                     |             |
| Individueel | Jerzy Pawłowski                                                             | Polen       | Miklós Meszéna                                                                           | Hongarije           | Zoltán Horváth                                                                      | Hongarije   |
| Ploegen     | Mark Rakita Jakov Rylski Boris Melnikov Noegzar Asatiani Oemjar Mavlichanov | Sovjet-Unie | Giampaolo Calanchini Wladimiro Calarese Pierluigi Chicca Paolo Narduzzi Cesare Salvadori | Italië              | Claude Arabo Jacques Lefèvre Robert Fraisse Marcel Parent Jean Ramez                | Frankrijk   |

## Medaillespiegel
| Plaats | Land                | Goud | Zilver | Brons | Totaal |
| 1      | Sovjet-Unie         | 5    | 0      | 4     | 9      |
| 2      | Hongarije           | 1    | 2      | 1     | 4      |
| 3      | Frankrijk           | 1    | 1      | 2     | 4      |
| 4      | Polen               | 1    | 1      | 0     | 2      |
| 5      | Verenigd Koninkrijk | 0    | 2      | 0     | 2      |
| 6      | Italië              | 0    | 1      | 1     | 2      |
| 7      | Roemenië            | 0    | 1      | 0     | 1      |
| Totaal | Totaal              | 8    | 8      | 8     | 24     |

1937 · 1938 · 1947 · 1948 · 1949 · 1950 · 1951 · 1952 · 1953 · 1954 · 1955 · 1956 · 1957 · 1958 · 1959 · 1961 · 1962 · 1963 · 1965 · 1966 · 1967 · 1969 · 1970 · 1971 · 1973 · 1974 · 1975 · 1977 · 1978 · 1979 · 1981 · 1982 · 1983 · 1985 · 1986 · 1987 · 1988 · 1989 · 1990 · 1991 · 1992 · 1993 · 1994 · 1995 · 1997 · 1998 · 1999 · 2000 · 2001 · 2002 · 2003 · 2004 · 2005 · 2006 · 2007 · 2008 · 2009 · 2010 · 2011 · 2012 · 2013 · 2014 · 2015 · 2016 · 2017 · 2018 · 2019 · 2022 · 2023